# Tétrafluoroborate de triméthyloxonium
Le tétrafluoroborate de triméthyloxonium est un composé chimique de formule (CH3)3OBF4, souvent abrégée Me3OBF4. Il s'agit d'un solide incolore qui se sublime de 202 à 203 °C et réagit violemment avec l'eau pour former une solution acide d'éther diméthylique CH3OCH3, de méthanol CH3OH et d'acide tétrafluoroborique HBF4 :
(CH3)3OBF4 + H2O → CH3OCH3 + CH3OH + HBF4.
Comme le tétrafluoroborate de triéthyloxonium (CH3CH2)3OBF4, c'est l'un des sels de Meerwein, du nom du chimiste allemand Hans Meerwein, et un agent alkylant très énergique qui peut être employé par exemple pour synthétiser des carbènes de Fischer, un type de carbènes de métaux de transition (en), par méthylation d'un intermédiaire lithié :

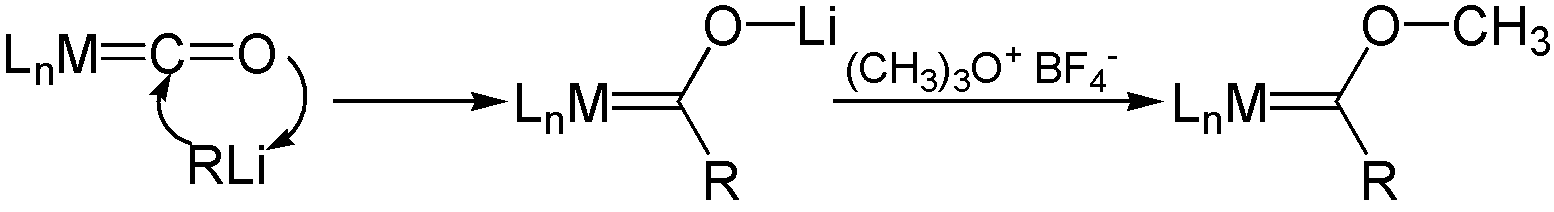
Exemple d'utilisation du tétrafluoroborate de triméthyloxonium dans la synthèse d'un carbène de Fischer.

On peut obtenir le tétrafluoroborate de triméthyloxonium en faisant réagir du trifluorure de bore BF3 avec de l'éther diméthylique CH3OCH3 et de l'épichlorhydrine CH2(O)CHCH2Cl :
4 CH3OCH3·BF3 + 2 CH3OCH3 + 3 CH2(O)CHCH2Cl → 3 (CH3)3OBF4 + B[(OCH(CH2Cl)CH2OCH3]3.
Une autre voie de synthèse fait réagir de l'éther diméthylique CH3OCH3 avec de l'iodométhane CH3I et du tétrafluoroborate d'argent AgBF4. L'éther commence par réagir avec l'iodométhane pour former l'iodure de triméthyloxonium (CH3)3OI, lequel réagit in situ avec le tétrafluoroborate d'argent AgBF4 pour former un précipité d'iodure d'argent AgI ainsi que le produit final, le tétrafluoroborate de triméthyloxonium (CH3)3OBF4.

Synthèse du tétrafluoroborate de triméthyloxonium.